# Bettmeralp (plaats)

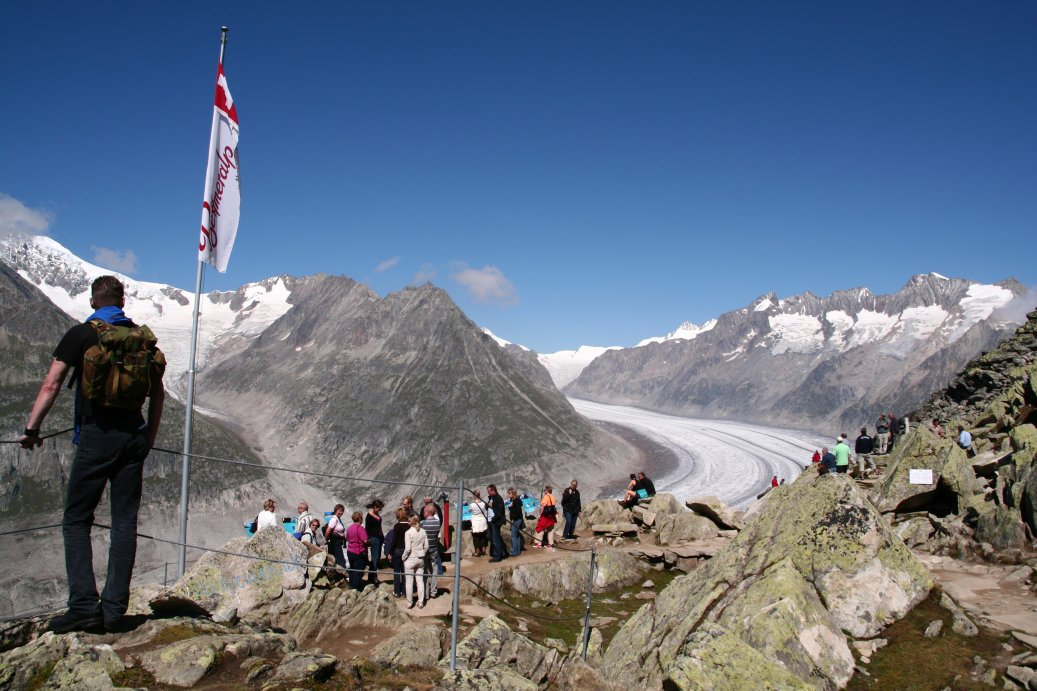

Bettmeralp is een autovrij dorpje dat ligt in de gelijknamige gemeente van het kanton Wallis in Zwitserland. Het dorp heeft 500 inwoners en het kan 5000 toeristen herbergen.
Bettmeralp behoort tot de Aletsch Arena, een skigebied met nog twee andere dorpen, namelijk Riederalp en Fiescheralp.

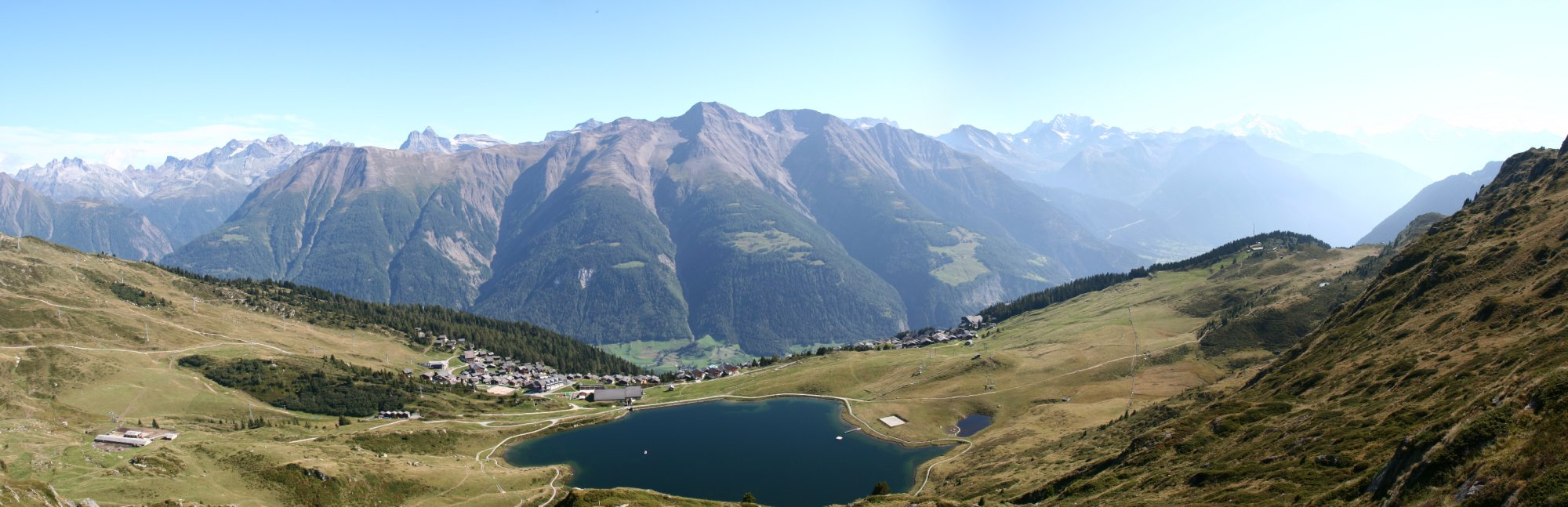
Bettmeralp (2007)

## Liften
Bettmeralp wordt bereikt via een kabelbaan vanuit Betten. De belangrijkste liften zijn:
| Naam                   | type          | hoogte dalstation | hoogte bergstation | lengte baan lengte traject | capaciteit personen/uur | bouwjaar                  |
| ---------------------- | ------------- | ----------------- | ------------------ | -------------------------- | ----------------------- | ------------------------- |
| Betten Tal Betten Dorp | kabelbaan     | 832               | 1199               | 872                        | 350                     | 1950 1965                 |
| Betten Dorp Bettmeralp | kabelbaan     | 1199              | 1931               | 1610                       | 500                     | 1951 1967 1979            |
| Betten Tal Bettmeralp  | kabelbaan     | 832               | 1933               | 2446                       | 970                     | 1974                      |
| Bettmeralp Bettmerhorn | kabelbaan     | 1991              | 2652               | 2324                       | 2400                    | 1975 1995                 |
| Wurzenbord             | stoeltjeslift | 1966              | 2224               | 1075                       | 2000                    | 2003                      |
| Schönbiel              | stoeltjeslift | 1956              | 2296               | 1669                       | 2800                    | 1998                      |
| Alpmatten 1            | sleeplift     | 1861              | 1951               | 294                        | 650                     | 1971                      |
| Alpmatten 2            | sleeplift     | 1861              | 1951               | 294                        | 650                     | 1971                      |
| Bettmeralp 1           | sleeplift     | 1940              | 2067               | 640                        | 1000                    | 1972 1955                 |
| Bettmeralp 2           | sleeplift     | 1940              | 2067               | 640                        | 1000                    | 1971                      |
| Tanzbode               | sleeplift     | 1985              | 2016               | 488                        | 720                     | 1995 1992:Tijdelijke lift |
| Trainingslift          | sleeplift     | 1974              | 2026               | 303                        | 820                     | 1983 1e trainer:1969      |
| Lager 1                | sleeplift     | 1974              | 2035               | 336                        | 1000                    | 1983                      |
| Lager 2                | sleeplift     | 1974              | 2022               | 223                        | 720                     | 1999                      |